# 5-甲氧基色胺
5-甲氧基色胺（缩写5-MT，或mexamine），分子式C11H14N2O，是一种色胺衍生物，在体内由褪黑素脱乙醯化化生成。